# Joseph Trigeaud
Joseph Trigeaud, né le 20 mars 1903 à Angoulême, en Charente, mort le 26 avril 1946 à Douala au Cameroun, est un officier des Forces françaises libres pendant la Seconde Guerre mondiale, Compagnon de la Libération.

## Biographie

### Engagé dans l'aviation
Né en 1903, Joseph Trigeaud s'engage à 20 ans, en mars 1923, dans l'Armée de l'air. Affecté au 37e régiment d'aviation, il suit le stage d'élève électricien.
Nommé à la 4e escadrille à Rabat au Maroc en mai 1924, il y devient caporal et participe aux opérations de « pacification » du Maroc. Il est promu sergent l'année suivante, en avril 1925, et nommé à Tours, au 31e régiment d'aviation d'observation. En juillet 1930, il est promu sergent-chef.
Affecté à la Base aérienne 131 à partir de janvier 1934, il y est promu adjudant. Nommé en juillet 1936 au groupe de chasse no 1, il sert ensuite à la base aérienne de Tours puis à celle de Chartres.

### Rallie la France libre
Au début de la Seconde Guerre mondiale, Joseph Trigeaud est adjudant-chef, instructeur à l'École des radio-navigants à Saint-Jean d'Angély. Refusant l'armistice, il choisit de répondre à l'appel du général de Gaulle. Il s'envole dès le 20 juin à 5h du matin pour l'Angleterre avec d'autres officiers et sous-officiers, à bord d'un Farman F.222 dont ils se sont emparés, et atterrit à 9h45 sur le terrain de St Eval (en), en Angleterre. 

### Campagnes d'Afrique
Entré ainsi dans les Forces aériennes françaises libres dès leur formation, il y est promu lieutenant. Envoyé en mission en Afrique-Équatoriale française (AÉF), il arrive le 8 octobre 1940 à Douala au Cameroun. Le mois suivant, il prend part à la campagne du Gabon pour rallier ce territoire à la France libre. Il remplit notamment des missions de surveillance et d'escorte, au sein de l'escadrille de police et de sécurité.
Avec cette escadrille, Trigeaud rejoint ensuite Fort-Lamy pour faire partie du Groupe réservé de bombardement n°1 (GRB 1), unité mise à la disposition du colonel Leclerc. Participant ainsi à la bataille de Koufra en février 1941, malgré les dangers, il bombarde avec succès les positions italiennes. Avec la même unité, il remplit ensuite différentes missions difficiles en Éthiopie.
Rappelé en AÉF en mai 1941, il est chargé de diriger à Bangui la nouvelle école de radio-navigateurs. Il est créé Compagnon de la Libération, par décret du 23 juin suivant.
Trigeaud est nommé en août 1942 à la 2e escadrille « Béthune » du groupe 1/16 « Artois », dans le groupe aérien aérien chargé de défendre les côtes du Cameroun dans la région de Douala. Affecté ensuite à l'escadrille « Arras » chargée de défendre le secteur de Pointe-Noire au Congo, il y est promu lieutenant le 15 mars 1943. En novembre suivant, il retourne à Douala au sein l'escadrille « Béthune ».

### Décès
Joseph Trigeaud meurt deux ans plus tard, au cours d'un vol d'entraînement, le 26 avril 1946 à Douala au Cameroun. Il est enterré à Sainte-Gemme, en Charente-Inférieure,.

## Distinctions
- Chevalier de la Légion d'honneur
- Compagnon de la Libération par décret du 23 juin 1941[4]
- Médaille militaire
- Croix de guerre 1939–1945
- Médaille coloniale avec agraphes « Maroc 1925 », « Koufra », « Éthiopie ».